# Trichosanthes pedatifolia
Trichosanthes pedatifolia är en gurkväxtart som beskrevs av Friedrich Anton Wilhelm Miquel. Trichosanthes pedatifolia ingår i släktet Trichosanthes och familjen gurkväxter. Inga underarter finns listade i Catalogue of Life.